# Bocchetta della Boscarola
La Bocchetta della Boscarola (1.423 m s.l.m.) è un valico alpino delle Alpi Biellesi situato tra la Provincia di Biella e quella di Vercelli. Collega la Val Sessera (BI) con Scopello e l'Alpe di Mera (VC) in alta  Valsesia.
Sul colle convergono i territori dei comuni di Scopello (VC), Mosso (BI) e di una isola amministrativa montana del comune di Crevacuore (BI).

## Descrizione
Il valico è costituito da una profonda incisione aperta tra il Monte Camparient (1.742 m) e la Cima della Mora (1.937 m).
Il vallone che sale al colle dal lato valsesiano è bagnato dal Torrente Boscarola, tributario della Sesia, mentre verso la Valsessera scende il più modesto Rio Stramba.
La Bocchetta della Boscarola presenta un notevole interesse geologico perché vi transita la Linea Insubrica, un'importante linea di discontinuità nella crosta terrestre che separa geologicamente la catena principale delle Alpi dalle cosiddette Alpi calcaree meridionali. 

## Accesso
Il valico è raggiungibile dal Bocchetto di Sessera o da Scopello con una strada sterrata chiusa al traffico motorizzato per la maggior parte del proprio sviluppo. 

## Storia e ambiente
Una buona parte dei pendii che salgono verso la bocchetta dal lato biellese è compresa nella Foresta Regionale dell'Alta Valle Sessera. 
I boschi oggi presenti sono il risultato del lungo lavoro di ricostruzione seguito ai tagli indiscriminati e al pascolamento selvaggio che nel periodo compreso tra le due guerre mondiali avevano molto impoverito il popolamento forestale.

La zona ha avuto una notevole importanza durante la Resistenza. Nell'inverno 1944 gli alpeggi attorno al colle servirono da rifugio  ai partigiani della brigata garibaldina "Bandiera", i quali erano stati costratti ad abbandonare il paese di Rassa da un pesante attacco nazifascista.

## Escursionismo e sci
La Bocchetta della Boscarola è raggiungibile per sentiero dall'Alpe di Mera; il percorso è stato segnalato dal C.A.I. di Varallo e richiede circa 45'.

La strada che collega il Bocchetto di Sessera con la Boscarola rappresenta un apprezzato itinerario per MTB.
Nelle annate più nevose lo sterrato è percorribile anche con gli sci da fondo; in genere però solo il primo tratto viene battuto.